# Oro Valley
Oro Valley – miasto w Stanach Zjednoczonych, w stanie Arizona, w hrabstwie Pima.